# Ceresium cribrum
Ceresium cribrum là một loài bọ cánh cứng trong họ Cerambycidae.